# Biserica de lemn din Ciumârna
Biserica de lemn „Sfântul Nicolae” din Ciumârna este un lăcaș de cult ortodox construit în anul 1698 în Câmpulung Moldovenesc și strămutat în anul 1887 în satul Ciumârna din comuna Vatra Moldoviței aflată în județul Suceava. Edificiul religios se află localizat în apropierea drumului național 17A și are hramul Sfântul Nicolae, sărbătorit la data de 6 decembrie.
Biserica de lemn din Ciumârna nu a fost inclusă pe Lista monumentelor istorice din județul Suceava. Deși a fost una din primele biserici de lemn documentate din Bucovina istorică, fiind publicată încă din 1896, a fost uitată de cercetătorii români. Anonimă, rezistă prin grija comunității.

## Istoricul bisericii
După cum atestă „Condica Cronicală a Parohiatului Ortodox Oriental «Sf. Nicolai»”, începută în anul 1890, „pe locul unde se află acum biserica Sfântului Ierarch Nicolai, era înainte o biserică de lemn numită și «biserica domnească», probabil de aceeea, că era zidită de Domnul Moldovei Ioan Calimah și de tatăl său, Toader Calmășul, vornic al Câmpulungului. Biserica aceasta să fi fost zidită la anul 1698, deci pe un timp, când Domnul Moldovei, Ioan Teodor Calimah, care a domnit de la 1758-1761, a fost încă de tot tânăr, ba chiar un copil, așa că zidirea bisericii celei vechi de lemn este a se atribui mai mult tatălui lui Ioan Calimah, adică vornicului Toader, care nu se chiema Calimah, ci Calmășul.”
Este greu de precizat dacă anul construirii vechii biserici de lemn este 1698, pentru că domnitorul Ioan Teodor Callimachi a domnit în perioada 1758-1761. Oricare ar fi anul construcției, este cert că tatăl viitorului domnitor, Toader Călmașul (sau Calmășul după alte surse), a fost unul dintre cei doi vornici ai Câmpulungului. Numele său este menționat într-un zapis din 17 ianuarie 7237 (1729). Fiind legat de locul unde probabil a copilărit, domnitorul Ioan Teodor Callimachi a acordat privilegii și scutiri de dări câmpulungenilor.
Vechea biserică de lemn avea dimensiuni mici și hramul „Sfântul Ierarh Nicolae”. Cel mai vechi document în care este menționat acest lăcaș de cult este protocolul discosului, în care sunt înscrise veniturile bisericii începând din noiembrie 1790. În biserică au fost introduse condicile mitricale pentru cei născuți începând cu 6 noiembrie 1801, pentru cei cununați de la 26 ianuarie 1802 și pentru cei decedați de la 13 februarie 1802.

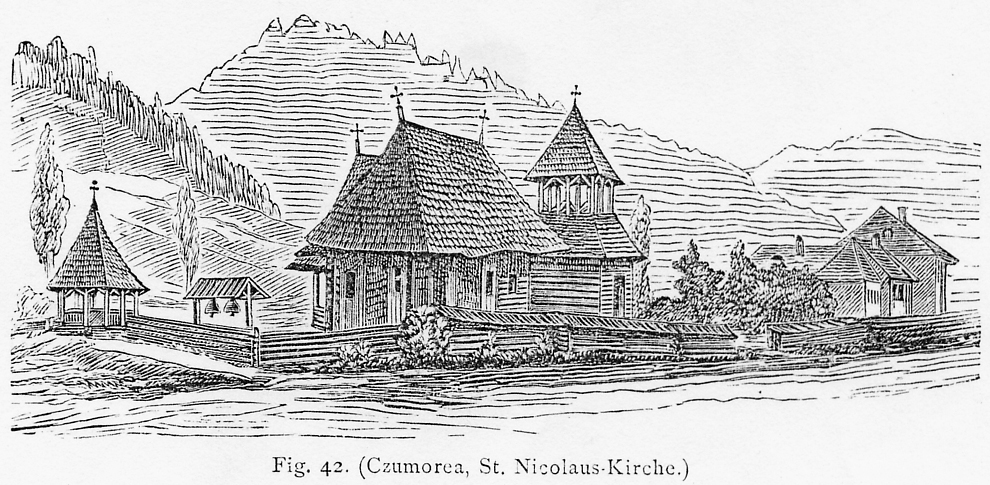
Biserica de lemn din Ciumârna la câțiva ani după aducerea ei din Câmpulung Moldovenesc. Schiță realizată de Karl A. Romstorfer (1896).

Cronicile parohiei atestă ca slujitori ai acestei biserici pe următorii preoți:
- Alexandru Corlățan – paroh;
- Vasile Mândrilă – paroh;
- Simion Grigorovici – paroh;
- Grigore Grămadă – paroh;
- Ioan Grămadă – paroh;
- Nicolai Ciupercovici – paroh (1806–1823);
- Ioan Grămadă – paroh;
- George Cosenschi – administrator parohial (1824–1827 și 1831–1832);
- Vasile Burac – administrator parohial (1827–1831);
- Ioan Dașchevici – paroh (1832–1867);
- Teodor Ianovici – paroh (1867–1868);
- George Balmoș – administrator parohial (1868–1869);
- Vasile Cocorean – paroh (1869–1890).

Ca urmare a creșterii populației, mica biserică de lemn a devenit neîncăpătoare și atunci obștea (în frunte cu preotul paroh Vasile Cocorean) a hotărât să construiască o biserică mai mare. Prin decizia Consistoriului Arhiepiscopesc nr. 1802 din 10/22 martie 1887 s-a aprobat desfacerea bisericii vechi și s-a orânduit ca parohienii de la „Sfântul Nicolae” să primească Biserica „Nașterea Domnului” (filială a Parohiei „Adormirea Maicii Domnului”) pentru săvârșirea slujbelor religioase.
În acea perioadă, locuitorii din Ciumârna intenționau să construiască o biserică filială, ei aparținând de Parohia din Rușii-Moldoviței. La 18/30 mai 1887, Consiliul Parohiei „Sfântul Nicolae” din Câmpulung a trimis câteva scrisori Protopresviteriei districtuale, Parohiei din Rușii-Moldoviței și comunității ortodoxe din Ciumârna în care își exprimau hotărârea de a dărui vechea biserică de lemn comunității din Ciumârna. Parohia Rușii-Moldoviței a răspuns la 28 mai/9 iunie 1887 că locuitorii din Ciumârna primesc biserica și se obligă să cumpere și catapeteasma.
Aflându-se de apropierea vizitei în Bucovina de către principele de coroană Rudolf, unicul fiu al împăratului Franz Joseph al Austriei și moștenitor al tronului, s-a procedat la urgentarea lucrărilor în scopul de a se face sfințirea temeliei bisericii noi în prezența înaltului oaspete. Astfel, la 3/15 iunie 1887, parohul Tit Onciul de la Parohia „Adormirea Maicii Domnului” a predat cheia bisericii filiale cu hramul „Nașterea Domnului” parohului Vasile Cocorean de la Parohia „Sfântul Nicolae”, fiind de față vicarul protopresviterial George Balmoș, precum și epitropii de la ambele parohii. Apoi, la 5/17 iunie 1887, s-au transportat la biserica „Nașterea Domnului” Sfântul Antimis, chivotul cu Sfintele Taine și alte lucruri transportabile de la biserica ce urma a fi desfăcută. Timp de o săptămână, cinci bărbați din Ciumârna au lucrat la desfacerea bisericii de lemn și însemnarea bârnelor. Acestea au fost tranportate apoi, împreună cu catapeteasma, la Ciumârna, în timp ce dranița și lemnele putrede au fost arse în curtea bisericii în zilele de 8 și 9 (20 și 21) iunie 1887.
În anul 1896 arhitectul austriac Karl A. Romstorfer efectuează o serie de studii referitoare la biserica din Ciumârna, care devine una dintre primele biserici de lemn documentate din Bucovina istorică.

## Arhitectura bisericii
Biserica de lemn din Ciumârna este construită din bârne îmbinate în „coadă de rândunică”. Monumentul are plan triconc (formă de cruce), cu absida altarului pentagonală decroșată față de restul corpului construcției. Lăcașul de cult este prevăzut cu un pridvor pe latura de sud. Pentru a proteja edificiul de intemperii, pereții din bârne au fost placați cu șindrilă fasonată cu model, de culoare albă. Acoperișul este înalt, cu pante repezi, fără turle și are o învelitoare din tablă zincată. Intrarea în biserică se face prin două uși: una situată în peretele sudic al pridvorului și alta situată în peretele nordic al altarului.
În interior, biserica este împărțită în patru încăperi: pridvor, pronaos, naos și altar. Pridvorul, situat în partea de sud-vest a edificiului, are o formă dreptunghiulară și este închis. În peretele sudic se află o ușă de intrare mărginită de o parte și de alta de două ferestre dreptunghiulare. De asemenea, în pereții laterali ai pridvorului există câte o fereastră de dimensiuni mari. Acoperișul pridvorului se desprinde din învelitoarea care acoperă pronaosul.
Din pridvor se realizează accesul în pronaos. Acesta are o formă dreptunghiulară și nu se încheie înspre vest cu contraabsidă. În peretele vestic și în cel nordic se află dispusă câte o fereastră dreptunghiulară. Naosul are o formă dreptunghiulară, cu două abside laterale de formă pentagonală, în axul cărora se află dispusă câte o fereastră dreptunghiulară. Altarul are o absidă decroșată de formă pentagonală. Această încăpere are două ferestre dreptunghiulare: una în axa absidei și una în peretele lateral sudic al absidei. În peretele lateral nordic există o ușă de intrare în altar.
Catapeteasma, singurul obiect de certă valoare artistică din biserică, este sculptată în lemn de tei, cu icoane pictate în stil realist (ușor naiv), încadrate în bogate ornamentații florale aurite. Icoanele împărătești, în rame dreptunghiulare, sunt înconjurate de tricolorul românesc (roșu, galben și albastru). Complexul bisericesc este împrejmuit cu un gard din bârne orizontale, ce include o poartă tradițională acoperită. În apropierea intrării în curtea bisericii se află un turn clopotniță din lemn, cu etaj. Acesta are un plan octogonal, partea inferioară fiind realizată din bârne îmbinate în „coadă de rândunică”. Etajul este deschis, ceea ce dă turnului aspectul unui foișor. Intrarea în turn se face pe o ușă masivă din lemn. În interior se află o scară prin intermediul căreia se realizează accesul la etaj, unde se găsesc clopotele. Construcția are un acoperiș din tablă zincată.

## Imagini

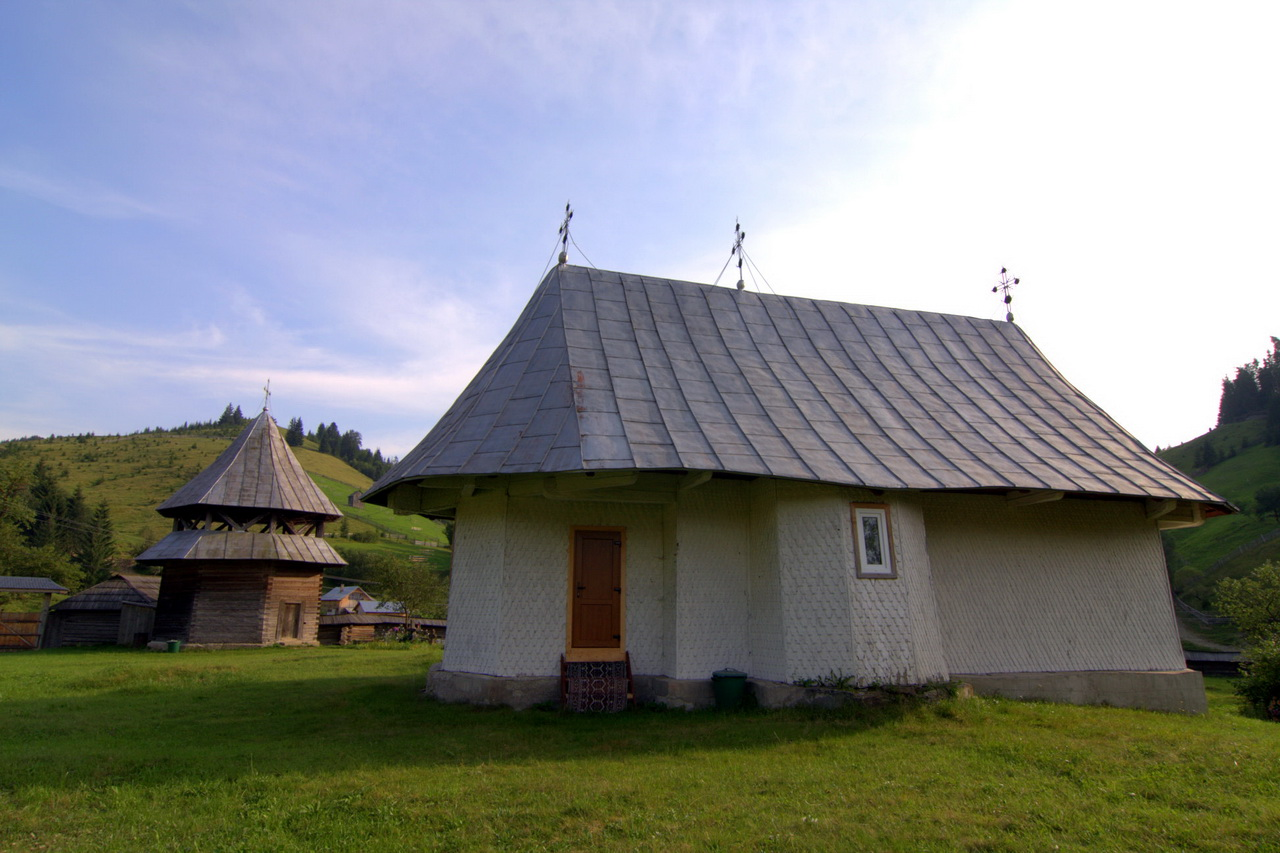
Biserica pe latura nordică și turnul clopotniță
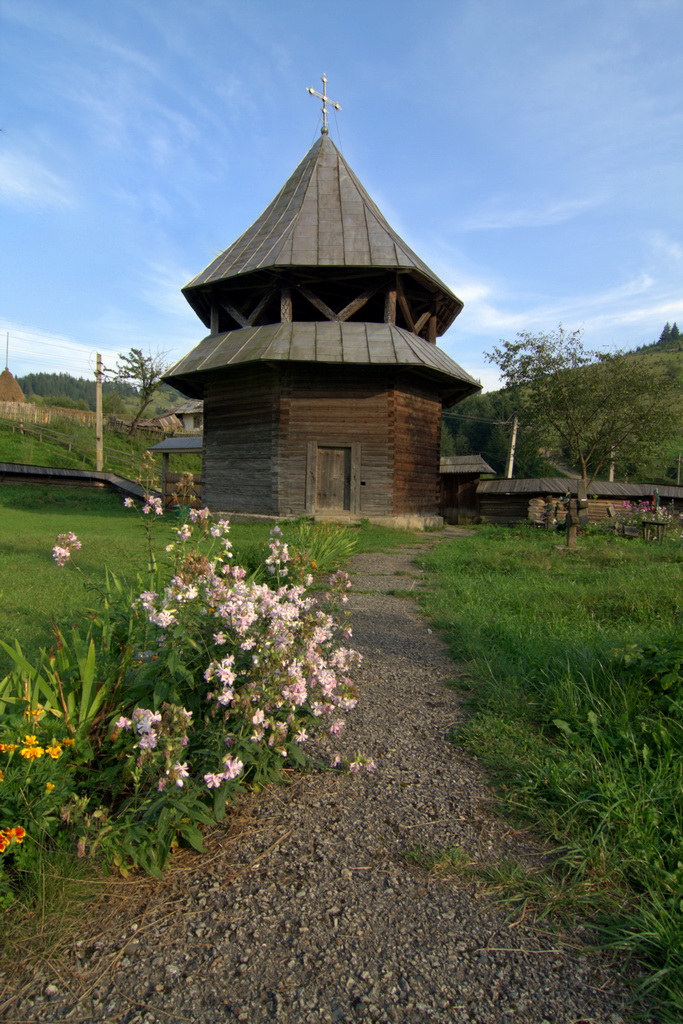
Turnul clopotniță
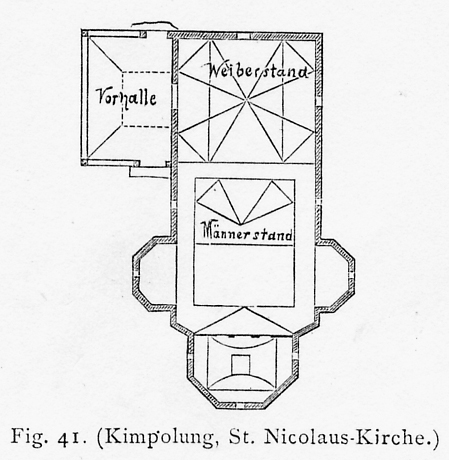
Schița planului bisericii, realizată de Karl A. Romstorfer (1896)